# Götz von Berlichingen
Götz von Berlichingen, właściwie Gottfried von Berlichingen (ur. 1480 w Wirtembergii, zm. 1562 w Hornbergu w Niemczech) – rycerz niemiecki.

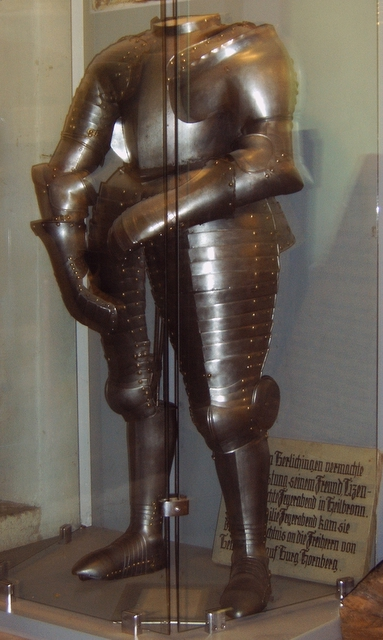
Zbroja Götza von Berlichingena

Mając 16 lat Götz von Berlichingen wstąpił na służbę u margrabiego Fryderyka II – władcy Brandenburgii-Ansbach. Rok później (w 1497) uczestniczył w wyprawie cesarza Maksymiliana I tocząc boje w Lotaryngii, Brabancji i Burgundii. W 1499 z trudem ocalił swe życie w przegranej wojnie ze Szwajcarią. Podobnie jak Georg von Frundsberg był rozczarowany strategią wojskową przyjętą przez cesarza Maksymiliana I.
Od 1500 dzięki swej waleczności i umiejętnościom uczestniczył w licznych kampaniach rycerskich. Wraz ze swym oddziałem brał udział w walkach toczonych pomiędzy poszczególnymi książętami i miastami Niemiec. Celem tych walk było przywracanie naruszonego prawa. Pomimo skomplikowanej sytuacji politycznej von Berlichingen dał się poznać jako lojalny i waleczny rycerz. Służąc księciu Bawarii Albrechtowi IV Mądremu w czasie landshuckiej wojny sukcesyjnej pomiędzy Palatynatem a Bawarią w 1505 podczas oblężenia Landshut wskutek wystrzału z kolubryny stracił prawą rękę. Nie chcąc porzucić rycerskiego rzemiosła kazał wykuć sobie z żelaza protezę ręki i nadal ze swoim oddziałem był do dyspozycji lokalnych władców.
W 1519 walczył u boku Ulryka Wirtemberskiego z wojskami Związku Szwabskiego. Trafił do niewoli, ale za wstawiennictwem Georga von Frundsberga (generalnego dowódcy piechoty Związku) uwolniono go w 1522 po zapłaceniu okupu (około 2 tysięcy guldenów w złocie) i złożeniu przysięgi, że nie wystąpi nigdy przeciw Związkowi.
Von Berlichingen trzymał się z dala od polityki, ale w trakcie wojny chłopskiej w Niemczech w 1525 obwołano go przywódcą powstańców rejonu Odenwald, który należał do Związku Szwabskiego. Ponieważ wystąpienie przeciwko Związkowi było złamaniem przysięgi – po miesiącu Götz uciekł do swojego zamku. Pomimo to Związek oskarżył go o niedotrzymanie przyrzeczenia. W 1526 zdecydował się pojechać do Augsburga aby oczyścić się z zarzutów. Podobnie jak cesarz, Związek Szwabski udzielił mu gwarancji nietykalności, jednak, gdy tylko przybył do miasta, wtrącono go do lochu (listopad 1528). W 1530 potwierdził Związkowi złożoną w 1522 przysięgę i został zwolniony. Nałożono na niego areszt domowy, co oznaczało, iż nie mógł opuszczać swojego zamku Hornberg nad rzeką Neckar. W 1540 cesarz Karol V zwolnił go, jako kalekiego starca, z przysięgi i zakazów. Götz opuścił areszt w 1542 i brał udział w wojnie przeciwko Turkom na Węgrzech oraz wspomagał cesarza Karola V w 1544 w walkach we Francji. Podupadłszy na zdrowiu powrócił do Hornbergu, gdzie dożył 82 lat.

## Odbiór
- Götz był przykładem wierności książętom i wierności danemu słowu. Uchodził za człowieka honoru, dozgonnie oddanego swemu władcy. Wykorzystali to propagandziści III Rzeszy nadając 17 Dywizji Grenadierów Pancernych SS jego imię. A logo tej dywizji stanowił rysunek jego słynnej protezy.

- Przydomek Götz von Berlichingen przyjął również Walther Karjus, jednoręki pilot myśliwski z okresu I wojny światowej.

- Götz von Berlichingen jest bohaterem sztuki pod tym tytułem autorstwa Goethego.

## Galeria

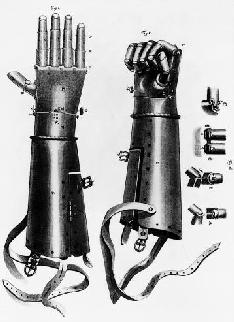
Miedzioryt przedstawiający „żelazną rękę” Götza von Berlichingena
Emblemat 17 Dywizji Grenadierów Pancernych SS „Götz von Berlichingen”